# Angelopteromyia chvalai
Angelopteromyia chvalai är en tvåvingeart som beskrevs av Valery Korneyev 2001. Angelopteromyia chvalai ingår i släktet Angelopteromyia och familjen bredmunsflugor.
Artens utbredningsområde är Uzbekistan. Inga underarter finns listade i Catalogue of Life.